# Johan van Lieshout
Johan van Lieshout (8 maart 1969) is een Nederlandse voormalige atleet, die gespecialiseerd was in het speerwerpen. Hij was meervoudig Nederlands kampioen op dit onderdeel en had van 1999 tot 2017 het Nederlands record op dit nummer in handen.

## Loopbaan
In 1996 won Van Lieshout bij de Europacup C wedstrijden in het Belgische Oordegem een gouden medaille bij het speerwerpen. Zijn speer overbrugde een afstand van 74,36 m. Op 6 juni 1999 wierp hij in het Finse Lahti een nieuwe Nederlands record van 80,51. In deze wedstrijd veroverde hij hiermee derde plaats. Hij is een van de drie mannen in Nederland die het lukte de speer verder dan de tachtig meter te werpen. De anderen zijn Jeroen van de Meer, die negen jaar eerder in Leiden precies 80,00 wierp, en Thomas van Ophem, die in 2017 het Nederlands record van Van Lieshout overnam met 80,70 m.
In zijn actieve tijd was Johan van Lieshout aangesloten bij HAC Helmond, CIKO '66 en Phanos. Momenteel is hij atletiektrainer en als fysiotherapeut aangesloten bij Bewegingscentrum Schuytgraaf. In het bewegingscentrum kunnen mensen terecht voor fysiotherapie, verantwoord sporten en manuele therapie.

## Nederlandse kampioenschappen
| Onderdeel   | Jaar                                           |
| ----------- | ---------------------------------------------- |
| speerwerpen | 1992, 1993, 1994, 1995, 1996, 1997, 1998, 1999 |

## Persoonlijk record
| Onderdeel   | Prestatie     | Datum       | Plaats |
| ----------- | ------------- | ----------- | ------ |
| speerwerpen | 80,51 (ex-NR) | 6 juni 1999 | Lahti  |

## Onderscheidingen
- KNAU jeugdatleet van het jaar (Albert Spree-Beker) - 1988